# راک (کانزاس)
راک (به انگلیسی: Rock) یک منطقهٔ مسکونی در ایالات متحده آمریکا است که در شهرستان کاولی، کانزاس واقع شده‌است.